# JATO

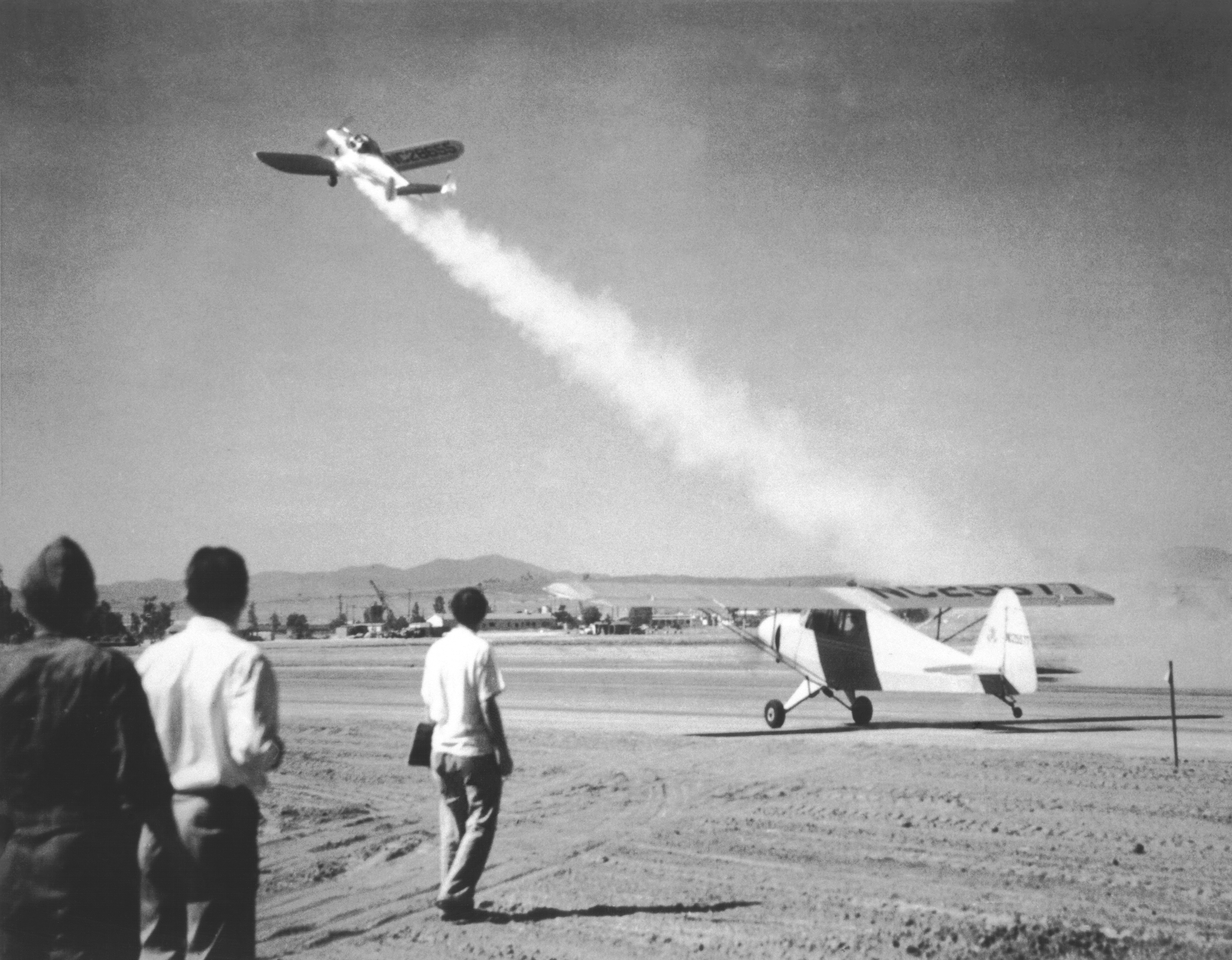
Start van Amerika's eerste JATO-vliegtuig, een Ercoupe uitgerust met een door GALCIT ontwikkelde vastebrandstofraket met een stuwkracht van 125 kN. De Ercoupe werd gelanceerd vanaf March Field, Californië en werd bestuurd door Kapitein Homer A. Boushey Jr.

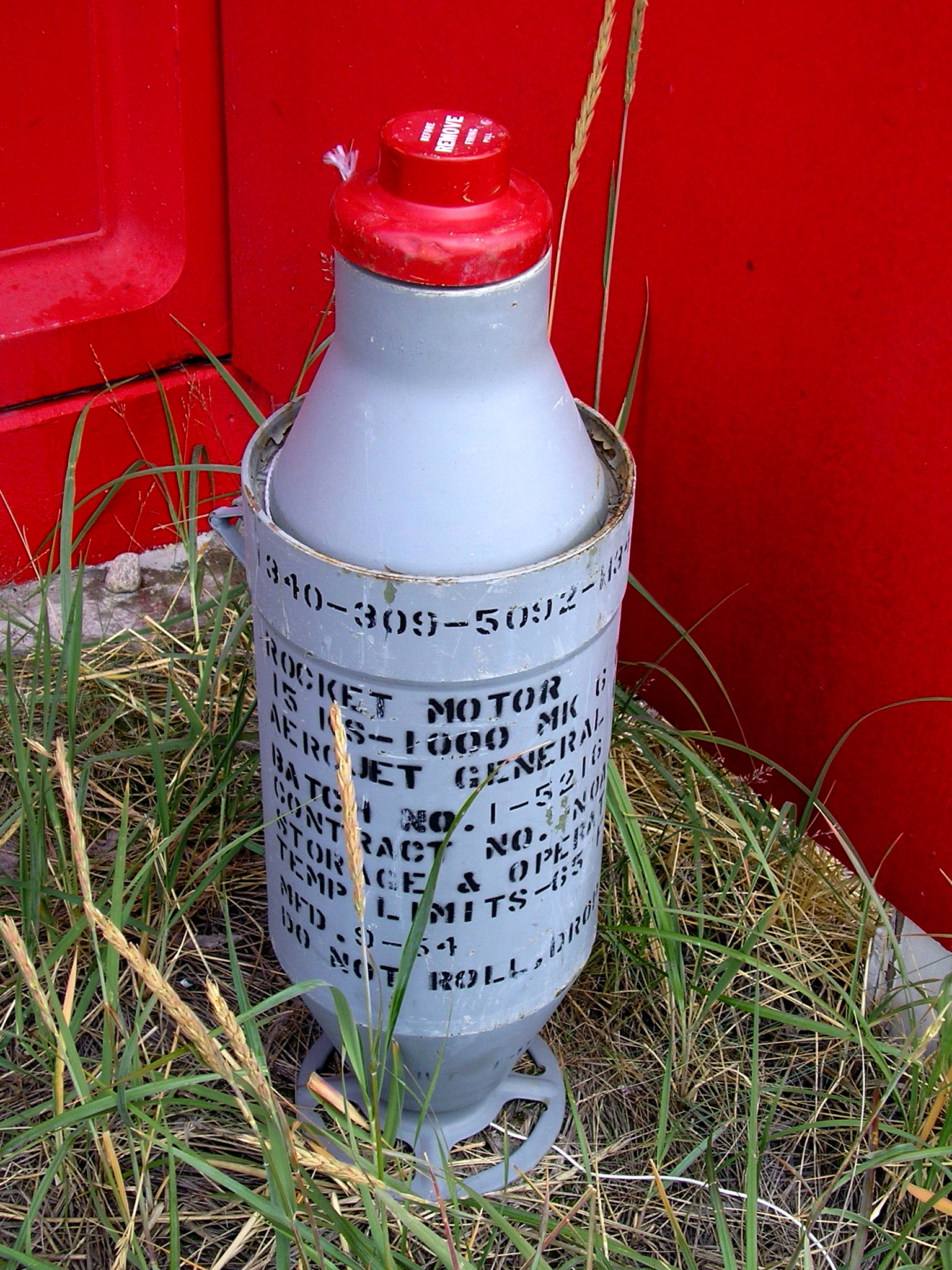
Een JATO-fles.

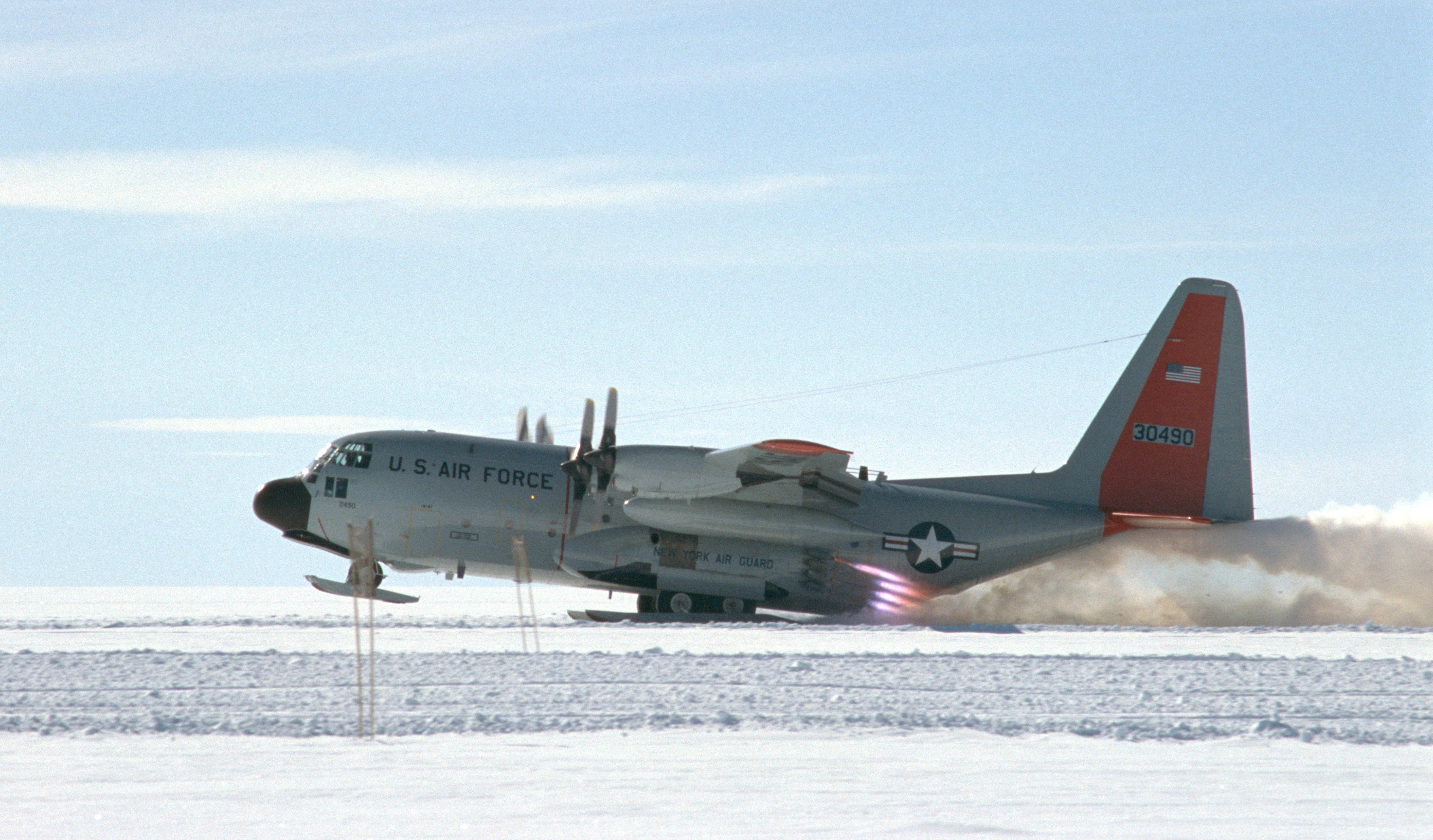
Een LC-130 Hercules met ski's stijgt op vanaf de Groenlandse ijskap tijdens het project NorthGRIP in juli 2004 met behulp van JATO.

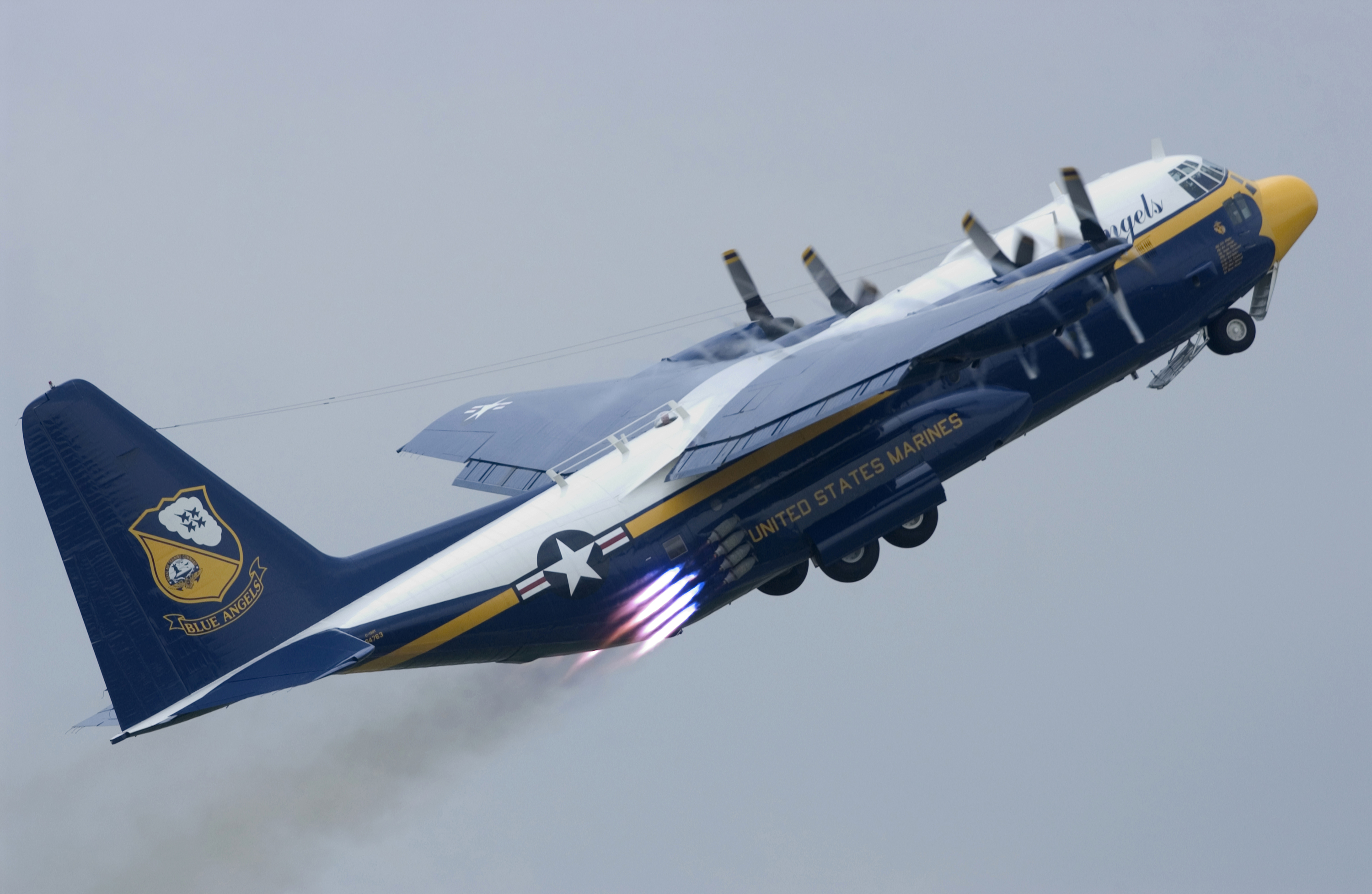
De C-130T Hercules "Fat Albert" van de Blue Angels laat haar JATO-capaciteiten zien.

JATO is een acroniem voor jet-assisted take-off. Het is een techniek om vliegtuigen gemakkelijker in de lucht te krijgen met behulp van extra voortstuwing door het gebruik van (hulp)raketten. Deze extra voortstuwing is van korte duur. Ook het acroniem RATO (rocket-assisted take-off) wordt wel gebruikt.

## Geschiedenis
Al in de jaren '20 van de twintigste eeuw experimenteerden de Duitsers met hulpraketten om zweefvliegtuigen extra stuwkracht te geven, maar het duurde nog tot in de Tweede Wereldoorlog voor de Britse Royal Air Force met een werkbaar concept kwam.

### Tweede Wereldoorlog
De Britten gebruikten grote vastebrandstofmotoren om vliegtuigen, voornamelijk de Hawker Hurricane, van koopvaardijschepen te lanceren om Duitse verkenningsvliegtuigen te onderscheppen. De raketten waren bevestigd aan de achterkant van het toestel. Nadat de brandstof op was, werden de raketten losgelaten en vielen ze in zee en zonken. Het toestel werd teruggevlogen naar een vriendschappelijk vliegveld of werd in zee gedumpt nadat de piloot met een parachute was ontsnapt, omdat het landen op schepen nog niet mogelijk was.
De Luftwaffe gebruikte JATO om bommenwerpers te helpen opstijgen die te zwaar beladen waren om op eigen krachten te kunnen opstijgen of daarvoor een te lange startbaan nodig hadden. Deze techniek werd steeds belangrijker naarmate de Luftwaffe gedurende het verloop van de oorlog steeds minder geschikte startbanen tot haar beschikking had als gevolg van geallieerde bombardementen. De bommenwerpers werden voornamelijk uitgerust met de Walter HWK 500 Starthilfe ('Starthulp') raketten met waterstofperoxide als brandstof. Er werden parachutes gebruikt om na afwerping van de raketten de val te breken wat een hergebruik van de raketten mogelijk maakte.

### Na de oorlog
Andere toepassingen van de JATO-techniek werden gevonden in het extra voortstuwen van onderscheppers als de Messerschmitt Me 262 zodat ze eerder bij vijandelijke bommenwerpers konden komen. De Verenigde Staten en de Sovjet-Unie voerden in de jaren 50 gelijkaardige experimenten uit. De Amerikanen rustten een Republic F-84 Thunderjet uit met de MGM-1 Matador waarbij de F-84 werd aangeduid als EF-84G, terwijl de Sovjet-Unie een identieke raket toevoegden aan een MiG-19 die de aanduiding SM-30 kreeg.

## Huidige toepassingen
Na enig populair gebruik onder langzame straalvliegtuigen werd de JATO-techniek steeds minder toegepast. Straalvliegtuigen beschikten immers over steeds krachtigere motoren. Desondanks maken bepaalde typen transportvliegtuigen zoals een aangepaste versie van de C-130 Hercules nog wel gebruik van hulpraketten wanneer ze zware last moeten dragen of moeten opstijgen van kleinere vliegvelden. Het Amerikaanse vliegdemonstratieteam Blue Angels heeft zo'n aangepaste Hercules, bijgenaamd Fat Albert.

### Operationele inzet
Eind 1980 oefenden de Verenigde Staten Operatie Credible Sport om Amerikaanse gijzelaars uit handen van Iraanse studenten uit de Amerikaanse Ambassade in Teheran te bevrijden met behulp van de met hulpraketten uitgeruste C-130's. Deze operatie is uiteindelijk afgelast omwille van een ongeval in de testfase. Bij deze voorbereidingen waren er problemen met het JATO-systeem: de piloot vuurde de remraketten af voor de touchdown en het vliegtuig crashte. 
Er brak brand uit maar al snel was de situatie onder controle en er vielen geen slachtoffers.
De missie werd afgelast.

## Mythe
In de Verenigde Staten is een broodjeaapverhaal of stadslegende ontstaan over een JATO-auto. Deze auto zou met hulpraketten uitgerust zijn om extreem hard te rijden. Daarbij zou de auto gelanceerd en tegen een berghelling terechtgekomen zijn. Deze mythe is ontkracht tijdens een serie afleveringen van Discovery Channel's MythBusters.

## Incorrecte benaming
De term 'jet' is eigenlijk incorrect. Een juistere term zou RATO zijn, of rocket-assisted take-off. JATO blijft echter de meest gebruikte term.